# Stefan Gerber (Schiedsrichter)
Stefan Gerber (* 17. April 1965 in Neunkirchen) ist ein ehemaliger deutscher Bundesliga-Linien- und Fußballschiedsrichter. Ein Höhepunkt seiner Laufbahn war das DFB-Pokalfinale 2000 als Linienrichter zwischen dem FC Bayern München und Werder Bremen.

## Leben
Stefan Gerber wuchs im saarländischen Wemmetsweiler auf und war zur Jahrtausendwende als Linien- und Schiedsrichter in der ersten und zweiten Fußball-Bundesliga tätig. Er gehörte zum Schiedsrichtergespann um Markus Merk.
Bis 2008 war er zudem für die Schiedsrichtereinteilungen des Saarländischen Fußballverbandes (SFV) zuständig.

## Privates
Gerber ist verheiratet und hat einen Sohn, er lebt in Oberthal.